# الاختيار الثالث
الاختيار الثالث: الإسلام هو كتاب للكاتب مارك دوري [الإنجليزية] في حين تكلفت بات يور بكتابة مقدمة الكتاب. يتناول الكتاب قصة غير المسلمين من السكان (أهل الذمة) وذلك بعد الاستيلاء على أراضيهم من قِبل المسلمين. تصدر كتاب الخيار الثالث القائمة القصيرة لأبرز الكتب في أستراليا عام 2010.
لقي الكتاب نقدا مختلفا؛ فهناك من أشاد به في حين هناك من انتقده وانتقد محتواه، فعلى سبيل المثال لا الحصر يرى ميرفين بيندل الكاتب في جريدة نيوز ويكلي أن كتاب الخيار الثالث يوفر معلومات أساسية حول المعتقدات الأساسية للمسلمين ودور محمد في تاريخ الإسلام كما يتطرق إلى أصول وتاريخ عقيدة أهل الذمة وكيف عاشوا داخل المجتمعات الإسلامية ثم كيف ظهروا في الأزمنة المعاصرة.

## التعليق والنقد
وفقا لميرفين بيندل الحاصلة على شهادة دكتوراه من جامعة جيمس كوك في كوينزلاند فإن دوري تتأثر بهجمات الحادي عشر من سبتمبر مما دفعه إلى الحديث عن مطالب المسلم مطالب بدل السياسة العامة وحقوق الإنسان وحرية التعبير. ليس هذا فقط فدوري يستشهد ببيانات مختلفة عن الإسلام كما يتحدث عن آراء باراك أوباما، نيكولا ساركوزي وماري روبنسون في الإسلام بالإضافة إلى تصريحات الساسة الغربيين الذين دعموا حكم الشريعة بدل الدستور.
بالنسبة لآدم ديفيل من جامعة سانت فرانسيس فهو يرى أن «الكتاب مزيج من الأمور العلمية والصحافة، وعلى الرغم من أن الكتاب يحتوي على بعض العيوب إلا أنه سيكون من الظلم ان نعتبره أكثر مقبول وذلك كدليل على تعصب الإسلام.»

## وصلات خارجية
- مراجعة الكتاب على موقع المسيحية
- مراجعة الكتاب من قبل ميرفين بيندل
- مراجعة الكتاب من قبل إندريو تاكر
- صفحة مؤلف الكتاب